# Chasing Rainbows (film, 1919)
Pour les articles homonymes, voir Chasing Rainbows.
Pour plus de détails, voir Fiche technique et Distribution.
Chasing Rainbows est un film muet américain réalisé par Frank Beal et sorti en 1919.

## Fiche technique
- Titre : Chasing Rainbows
- Réalisation : Frank Beal
- Scénario : Ruth Ann Baldwin, d'après le roman de Karl Harriman
- Photographie : Friend Baker
- Producteur :
- Société de production : Fox Film Corporation
- Société de distribution :
- Pays d'origine :  États-Unis
- Langue : Anglais
- Format : Noir et blanc — 35 mm — 1,33:1 — Muet
- Genre : Film dramatique, Western
- Durée : 40 minutes
- Date de sortie : 
  - États-Unis : 10 août 1919

## Distribution
- Gladys Brockwell : Sadie
- William Scott : Billy
- Richard Rosson : Skinny
- Harry Dunkinson : Jerry
- Irene Aldwyn : Allie
- Walter Long : Lacy
- Claire McDowell : Mrs. Walters